# A República di Mininus
A República di Mininus (em francês:  La République des enfants) é um filme luso-guineense-franco-belga-alemão do género drama, realizado e escrito por Flora Gomes e Franck Moisnard. Estreou-se no Brasil a 4 de outubro de 2012 e em Portugal a 16 de maio de 2013.

## Elenco
- Danny Glover como Dubem
- Melanie de Vales Rafael como Nuta
- Hedviges Mamudo como Mão de Ferro
- Joyce Simbine Saiete como Fátima
- Bruno Mauro Armindo Nhavene como Aymar
- Stephen Carew como Toni
- Anaïs Adrianopoulos como Bia
- Maurice Ngwakum como Chico
- Peter Gudo como Tigre

## Produção
O Instituto do Cinema e Audiovisual atribuiu ao filme um apoio financeiro de quatrocentos e cinquenta mil euros (450 000 €). O filme foi produzido pelos estúdios Filmes do Tejo de Portugal, Les Films de l'Après-Midi de França, Neue Mediopolis Filmproduktion da Alemanha e Saga Film da Bélgica e foi rodado na capital de Moçambique, Maputo.

## Reconhecimentos
| Ano  | Prémio                | Categoria                          | Destinatários e nomeados | Resultado | Referências |
| ---- | --------------------- | ---------------------------------- | ------------------------ | --------- | ----------- |
| 2013 | Les Acteurs à l'écran | Prémio Michel Simon de melhor ator | Peter Gudo               | Venceu    | [ 9 ]       |
| 2014 | 2.º Prémios Sophia    | Melhor caracterização              | Abigail Machado          | Indicado  | [ 10 ]      |